# Maitane Azurmendi
Maitane Azurmendi Barrio (Munguia, Vizcaya, 23 de junio de 1978) es una pintora y artista española. Forma parte de la Plataforma en defensa de los derechos de los refugiados Ongi Etorri Errefuxiatuak en Bizkaia,y también de la iniciativa Lobak en Gernika.El cuadro Guernica de Picasso tuvo una gran influencia en ella.

## Trayectoria
Tras finalizar sus estudios en el Instituto Lauaxeta de Munguía, cursó Estudios Superiores de Instalaciones Eléctricas en Munguía y Superior de Diseño y Maquetas en Baracaldo.
Originaria de Munguía, regresó a su ciudad natal tras residir varios años en Guernica. Su padre es vasco de Mungia, y su madre extranjera. Su lengua materna es el español y siempre estudió en español. La familia de su padre hablaba euskera, pero debido al ambiente en Munguía, usaban el español. Desde que se mudó a Guernica tuvo más contacto con el euskera. Fue Belarriprest en el Festival Vasco 2020. Según Maitane: «La palabra pendiente me describe perfectamente».

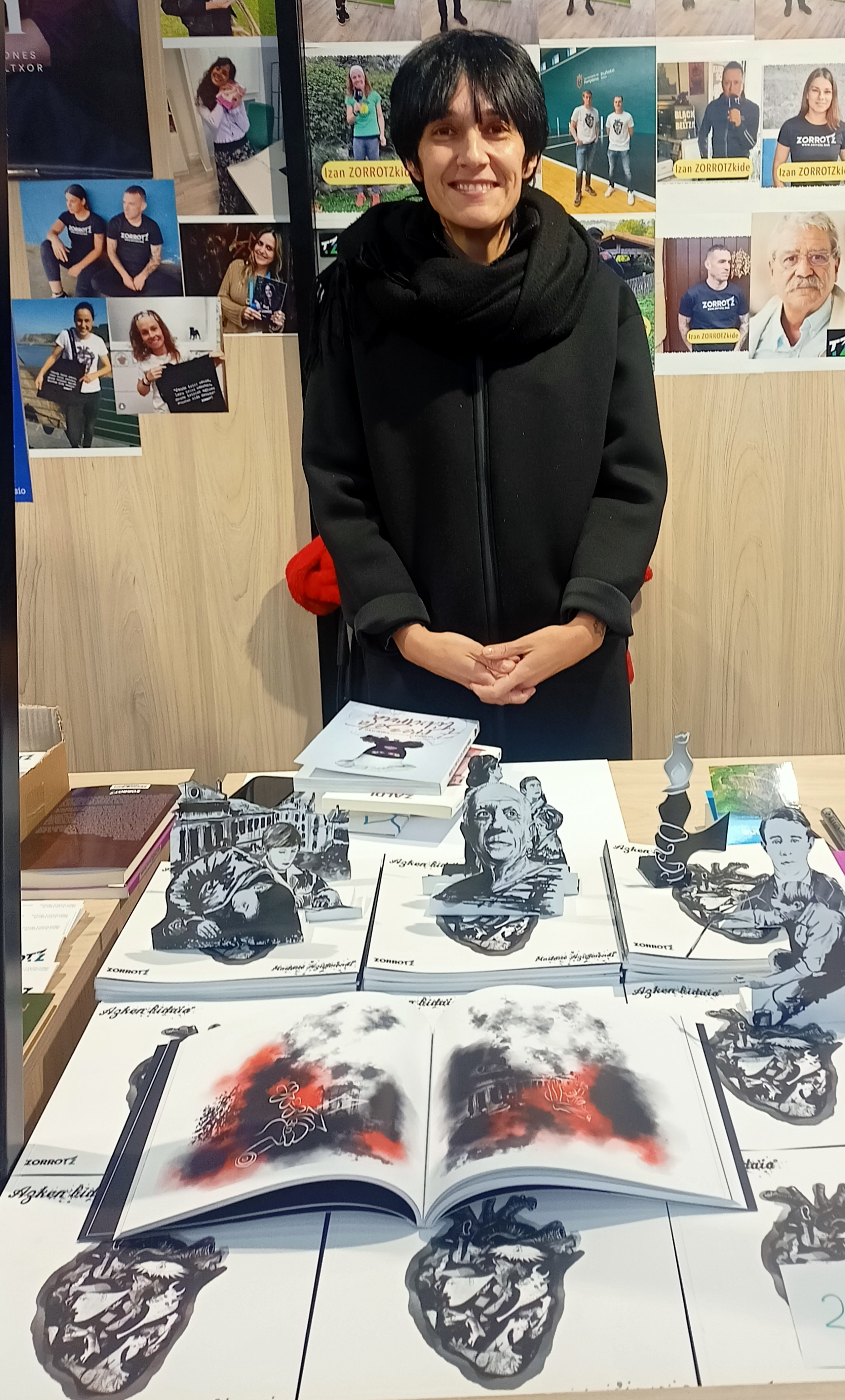
Maitane Azurmendi en la Feria de Durango. Azken vidaia (Último viaje) 2022

### Carrera del pintora

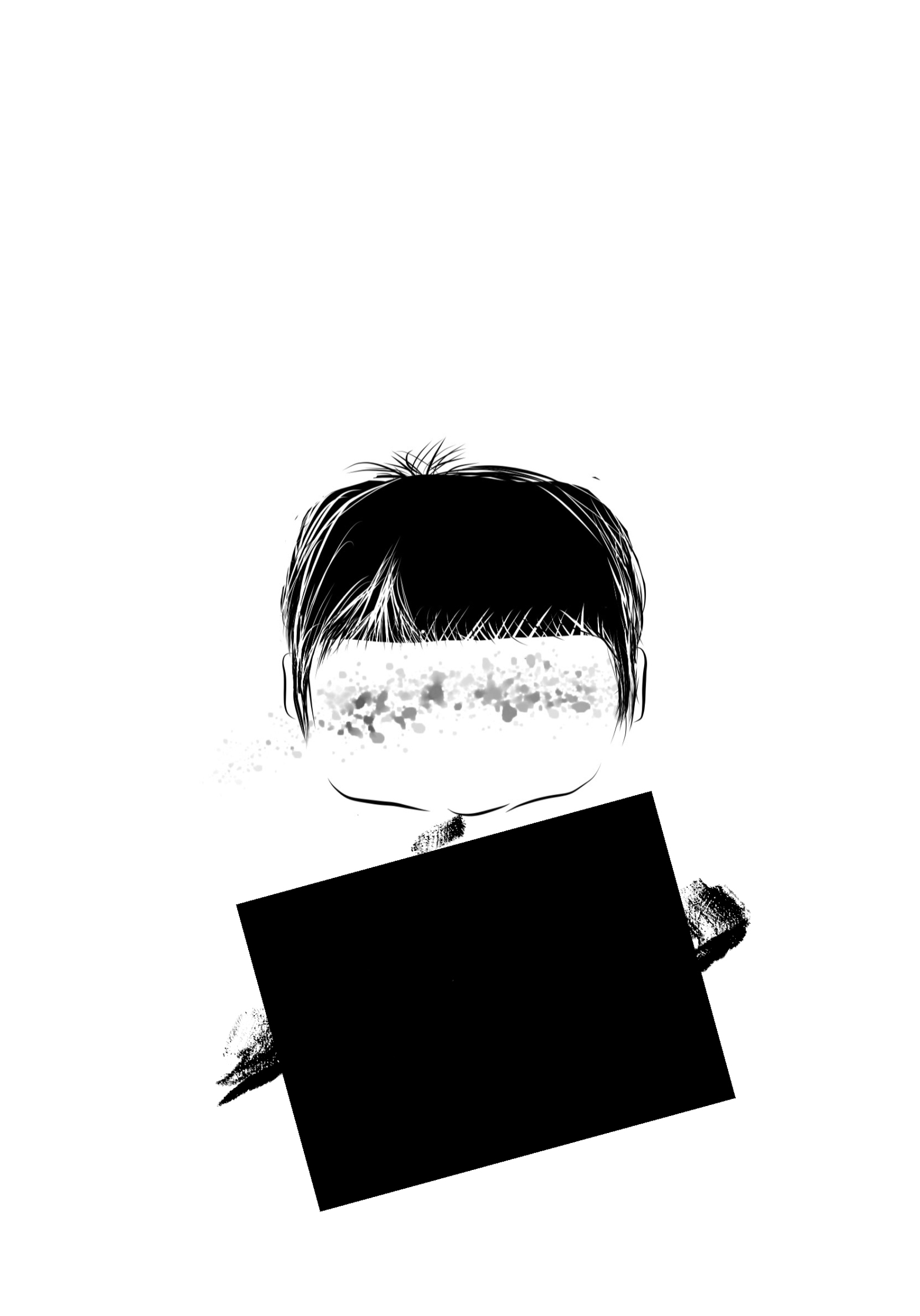
Un personaje creado por Maitane Azurmendi.

Azurmendi dibuja su vida. De hecho, sus principales fuentes de inspiración son lo que hace y lo que siente. Así, buscando cómo representar episodios y sentimientos cotidianos, creó un personaje que es una representación de sí misma. Este personaje, representado por la artista en blanco y negro y en multitud de situaciones, se convirtió en uno de los principales protagonistas de las creaciones de Maitane.
Mi personaje, Maitane y su mundo, es nuestro éxito en nuestra rutina, la forma de expresarme, mi vida, mis sueños, mis sentimientos... donde quiera que mire veo un dibujo completo... Dibujo mi vida. 
En referencia al arte, para ella el Guernica de Picasso es uno de los primeros recursos de su vida, porque creció viéndolo en el salón de costura de su madre. Uno de sus grandes sueños es poder ver la obra de Picasso en Guernica, donde considera que es su última parada.  
Realizó ilustraciones para diversas iniciativas públicas, entre ellas Etxerat, el Kinke de los familiares de presos y fugitivos políticos vascos. 

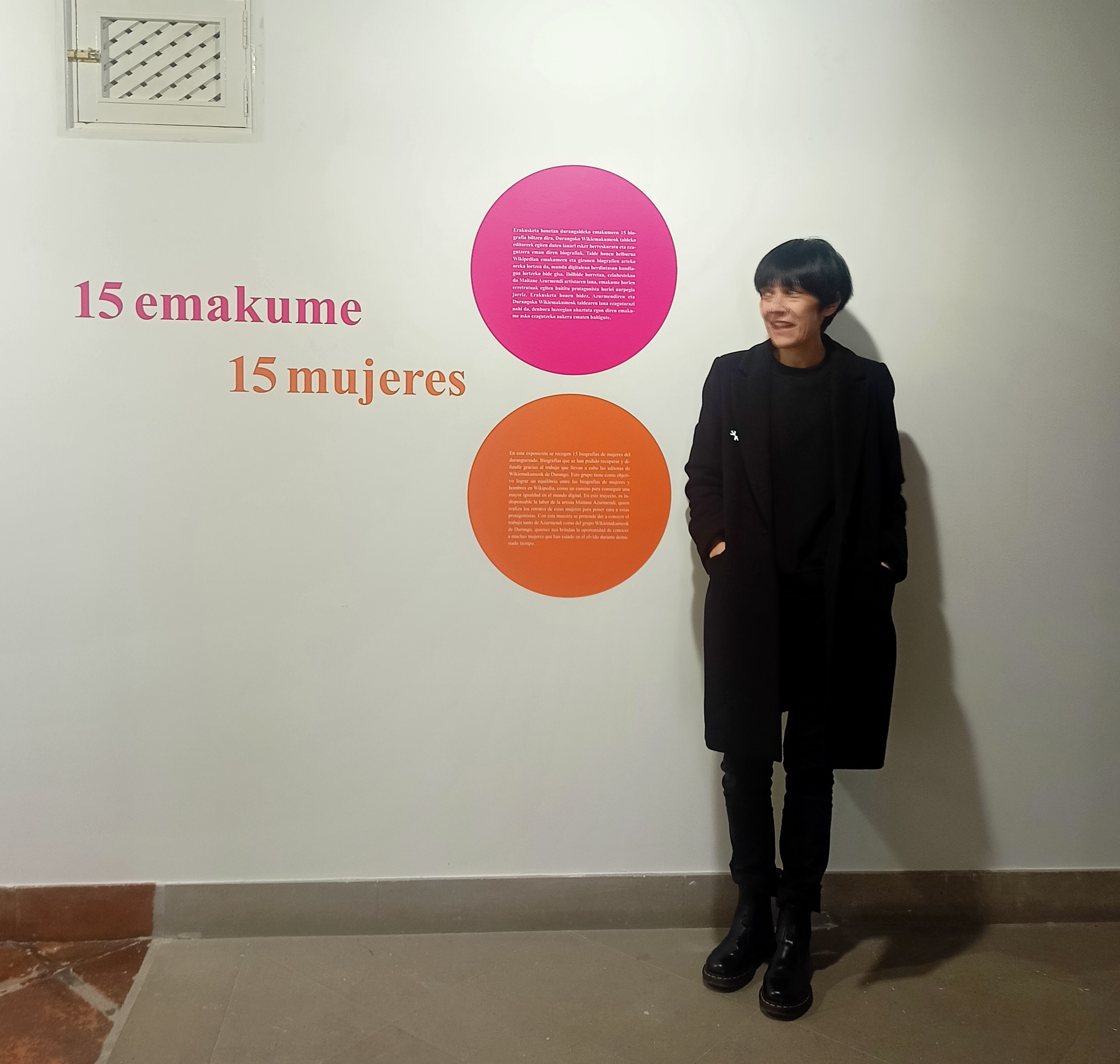
Maitane Azurmendi en la exposición de biografías de 15 mujeres de Durango

### Exposiciones
- 2021: Lorak (Flores) en Astra de Gernika-Lumo, iniciativa impulsada por Lobek.[13] Lorak, la representación de su poema, sin raíces, sin conexiones, eterno, entre negros y blancos.
- 2023: Azken veja (Último viaje), en la Casa de la Cultura de Gernica.[14] [15]
- 2024: En Gernika-Lumoko Kultur Etxe junto con otros artistas de Urdaibai.
- 2024: Retratos de mujeres duranguenses en el Museo de Arte e Historia de Durango, con la colaboración del grupo duranguense Wikiemakumeok que recuperaron las biografías de las 15 mujeres duranguenses y trabajan para equilibrar la brecha de género en Wikipedia.[16] [17] [18] [19]

### Libros
- Azken bidaia (Zorrotz, 2022).[20][21]
- Bihotzen taupadak (Zorrotz, 2023).[22][23]

### Galería de imágenes

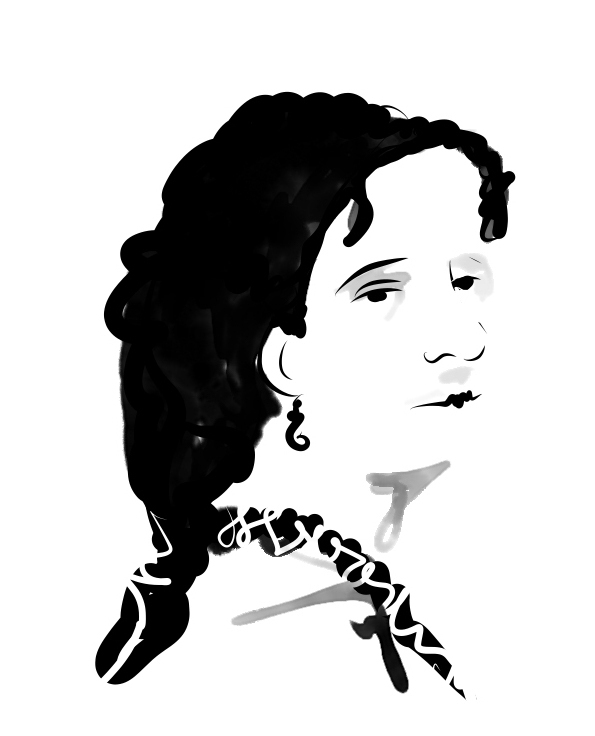
Julie Adrianne Karikaburu
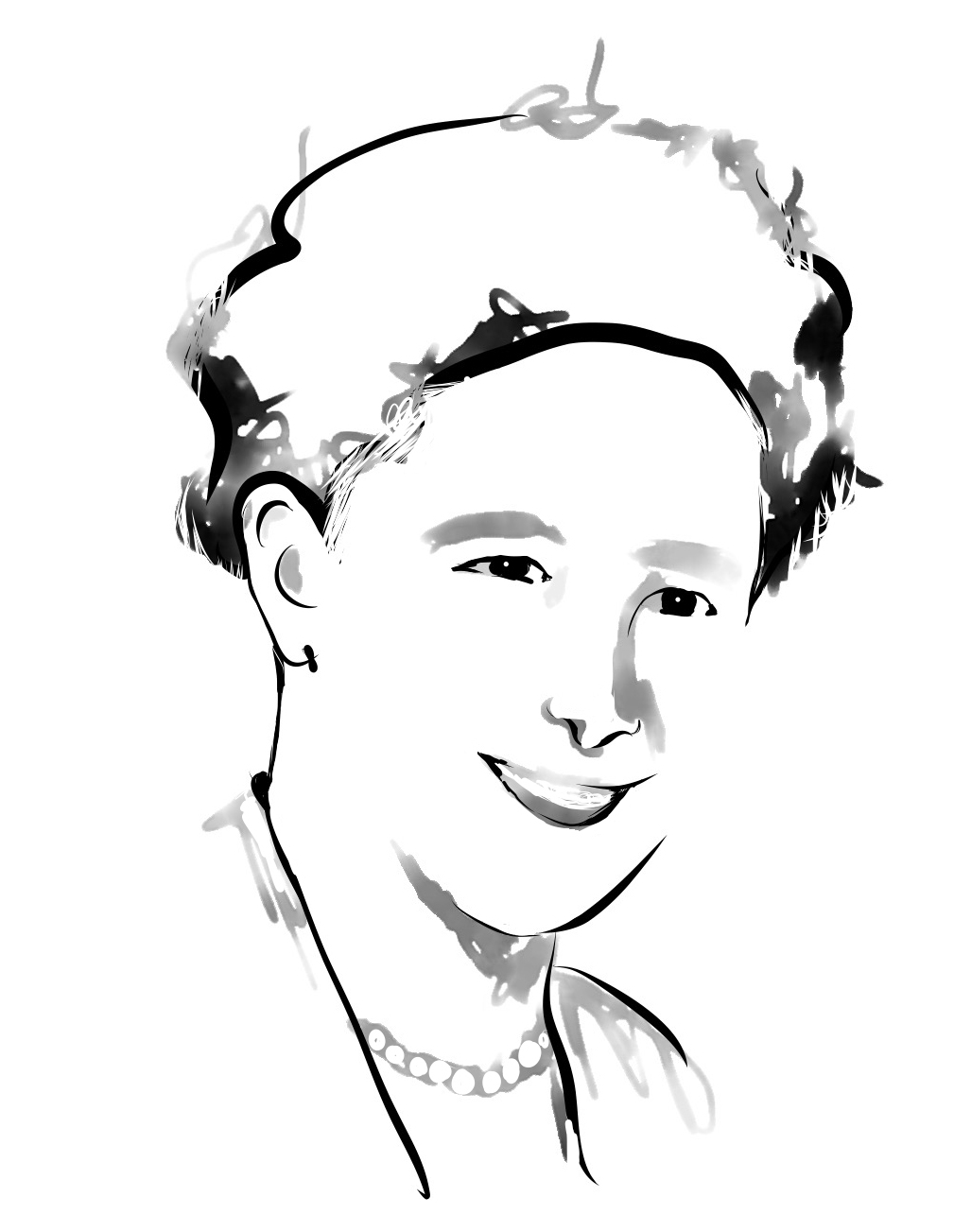
Julia Claudia Gabilondo
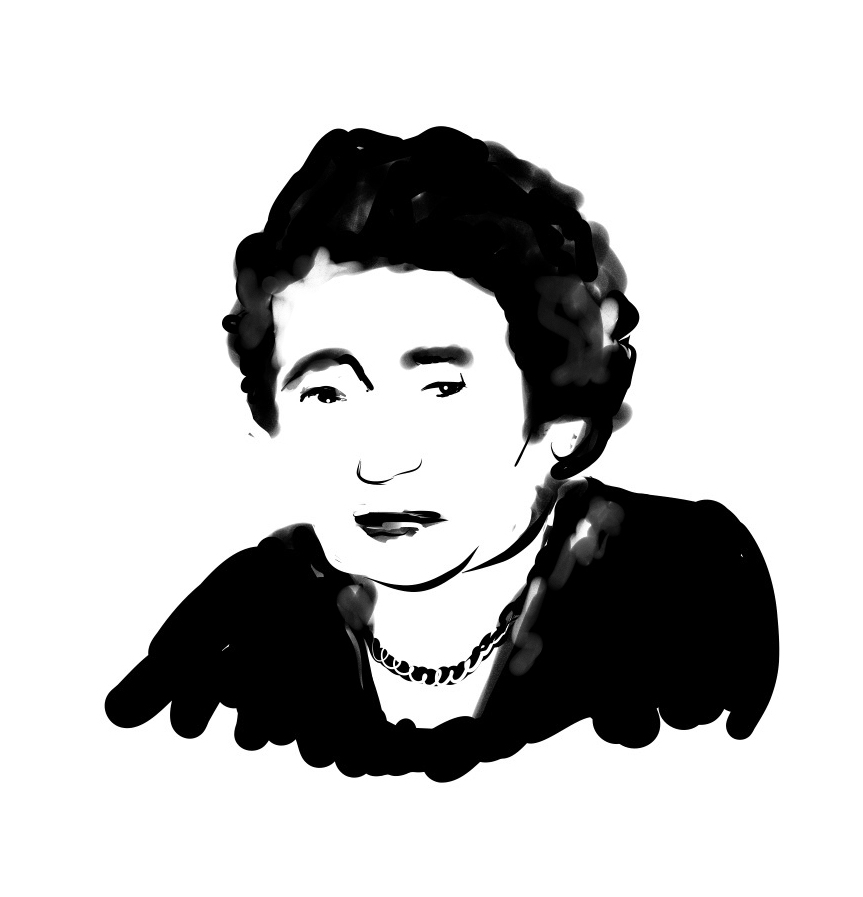
Pilar Claver
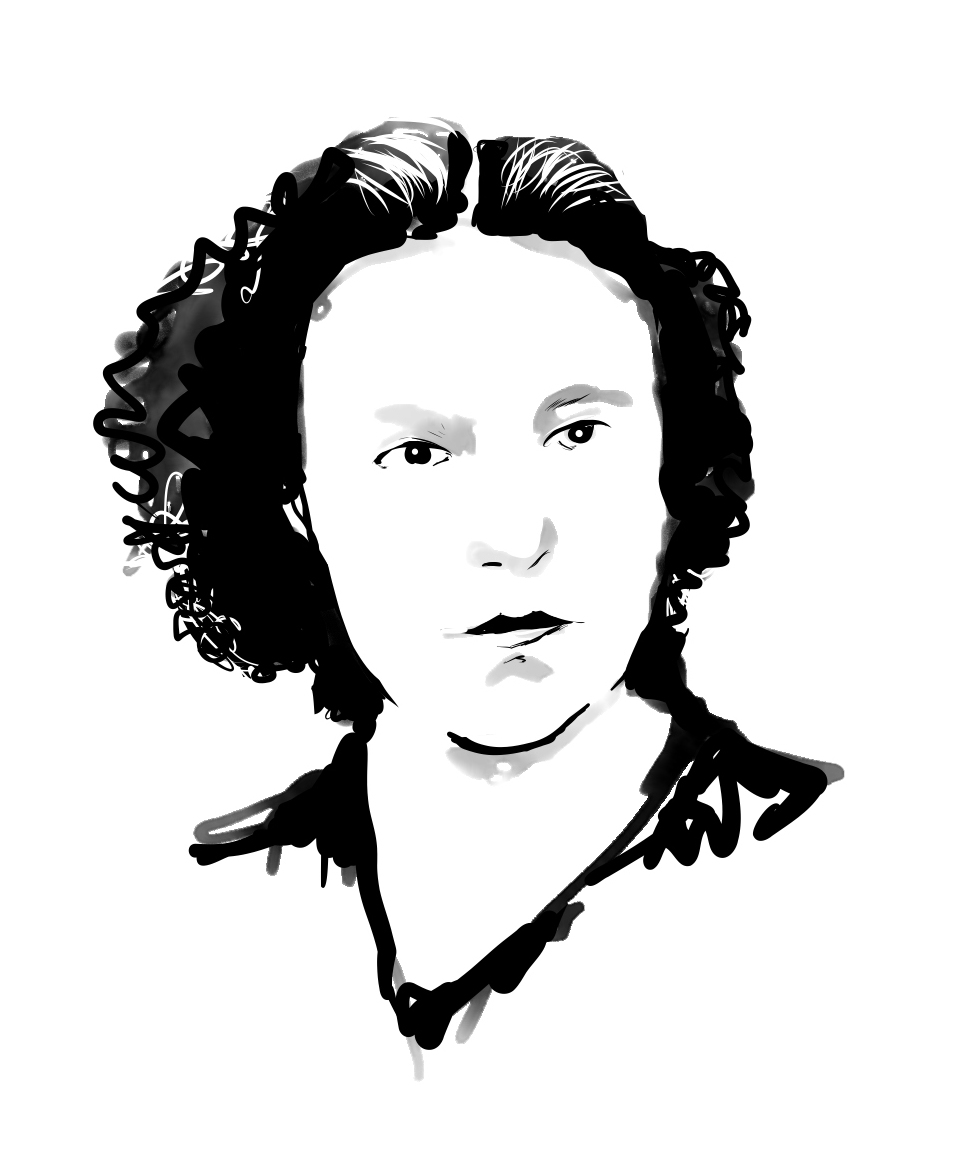
María Malla
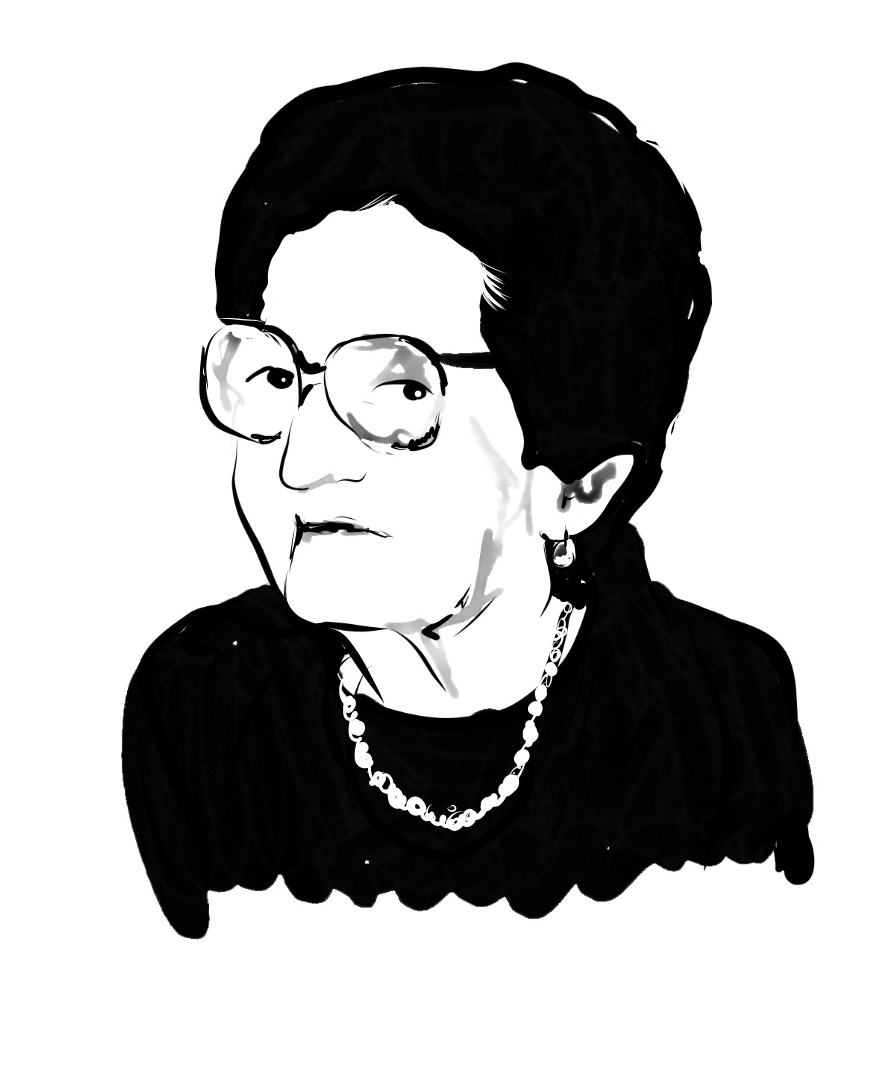
Dion Ardanza
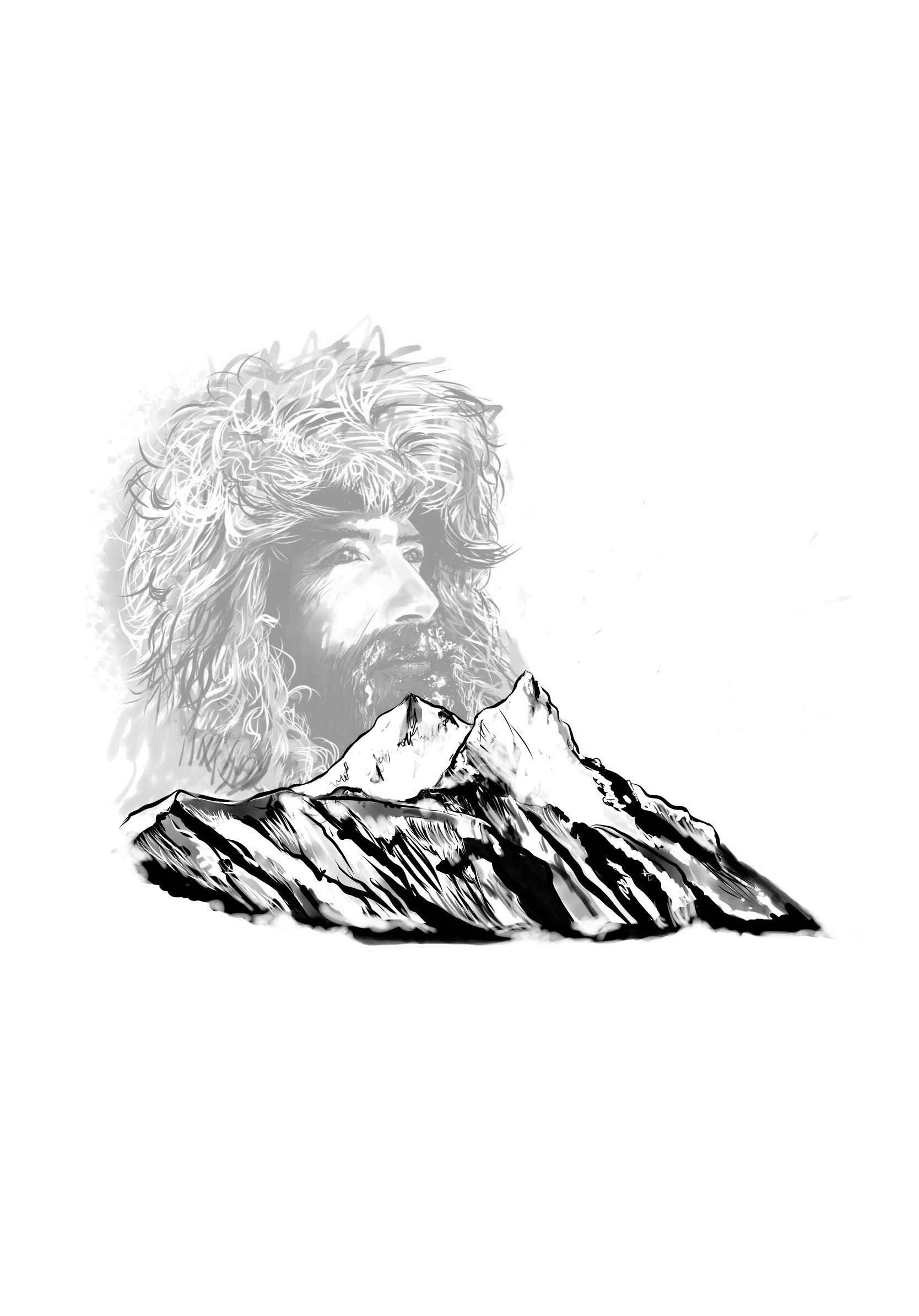
Alex Txikon
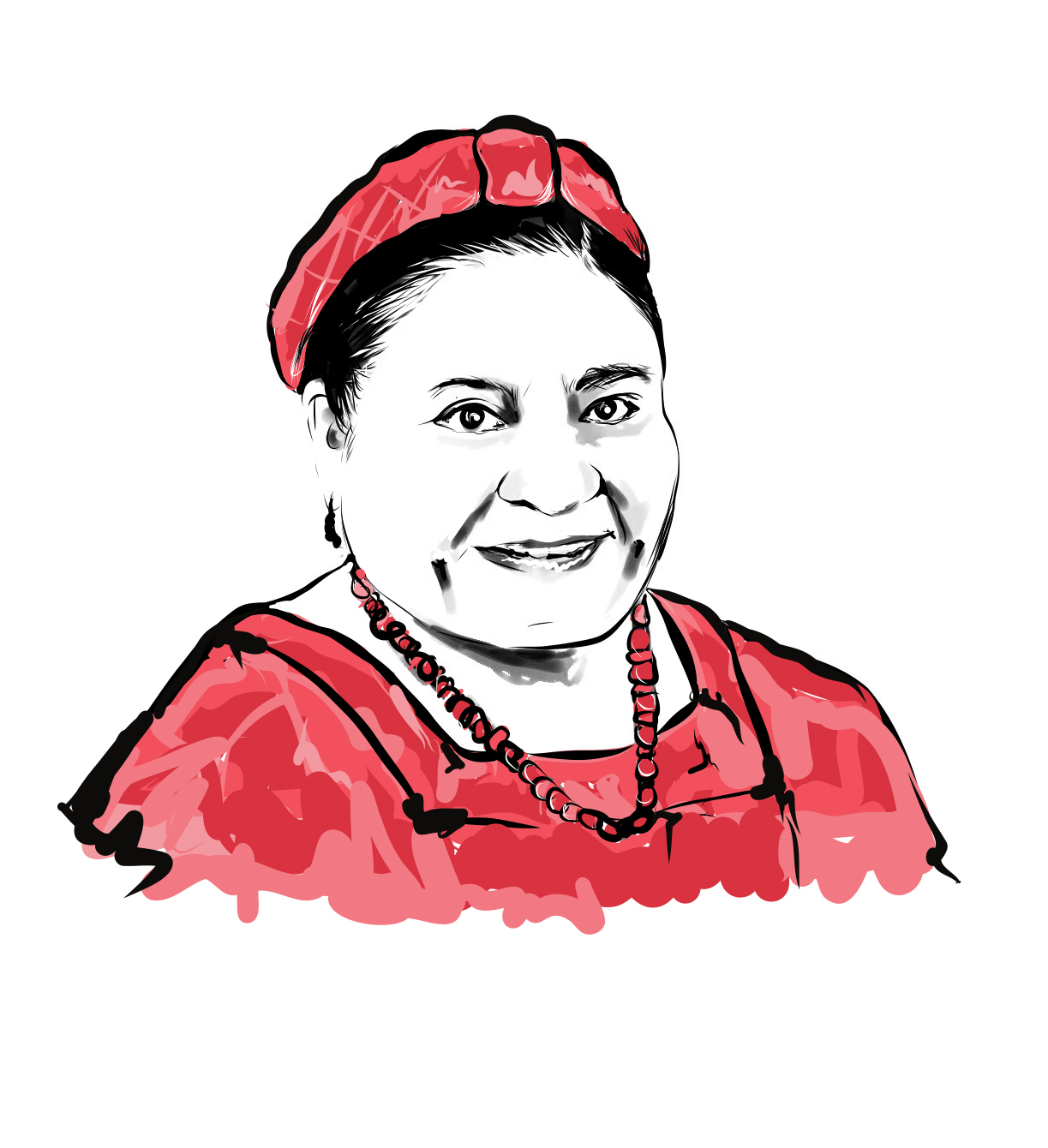
Rigoberta Menchú
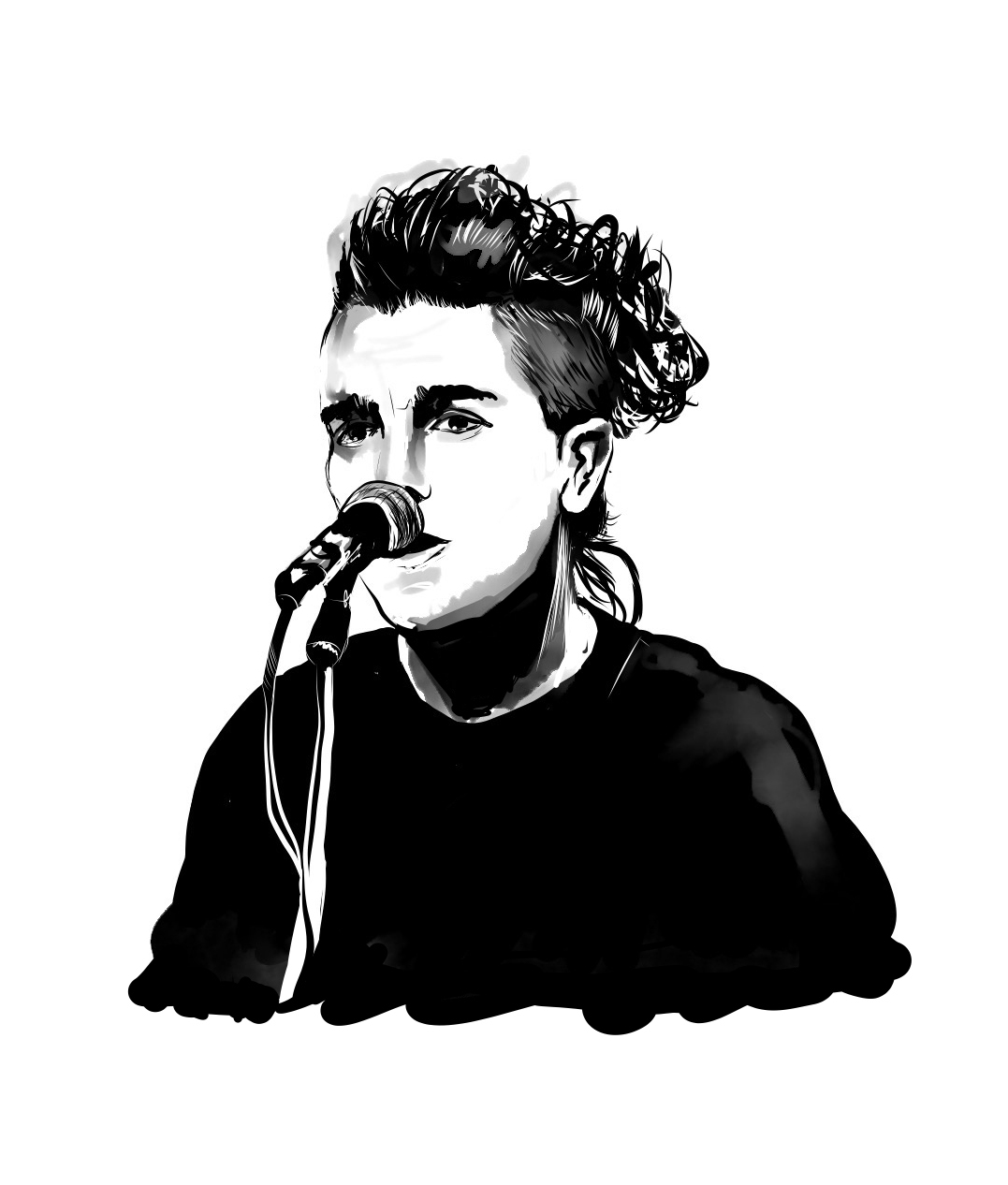
Maialén Lujanbio(2022)
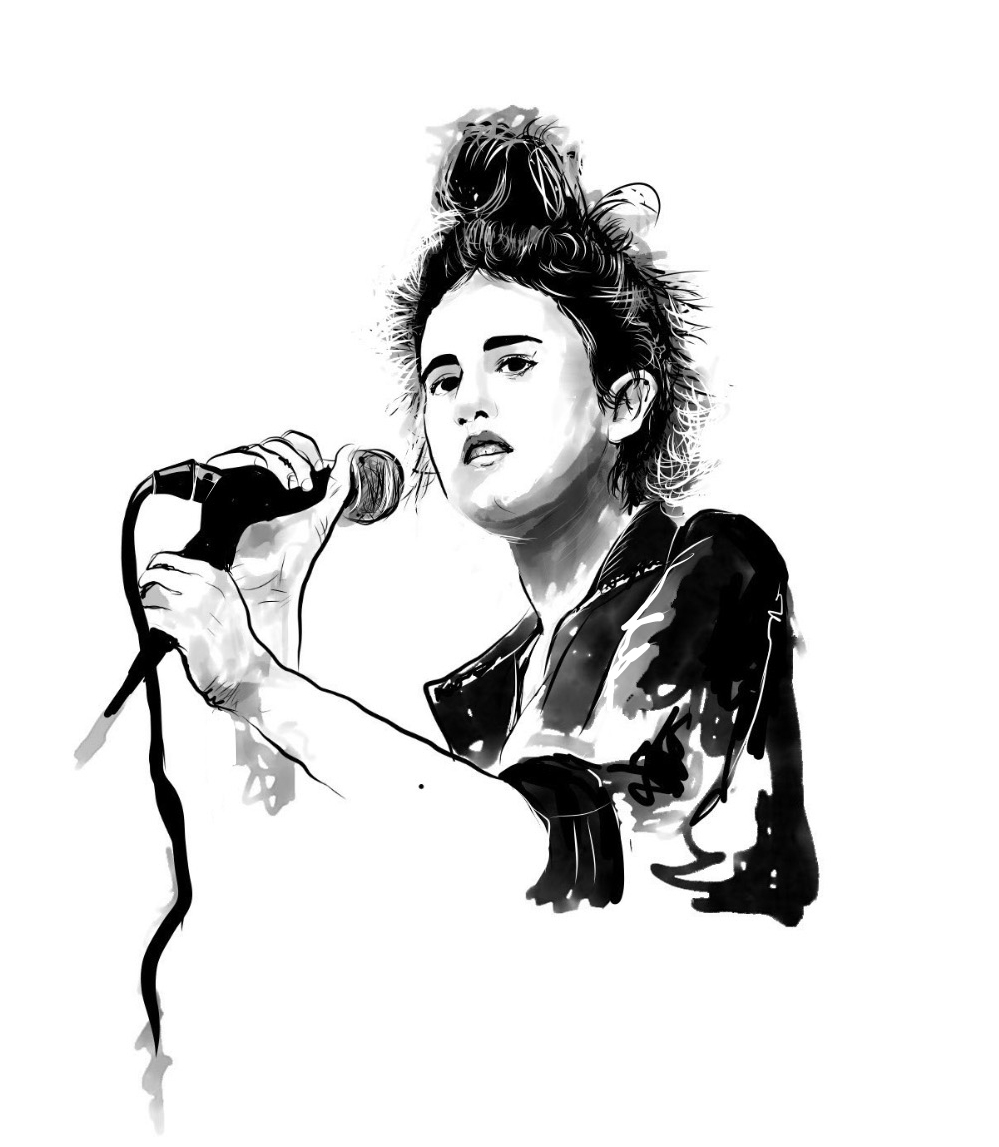
Izaro Andrés
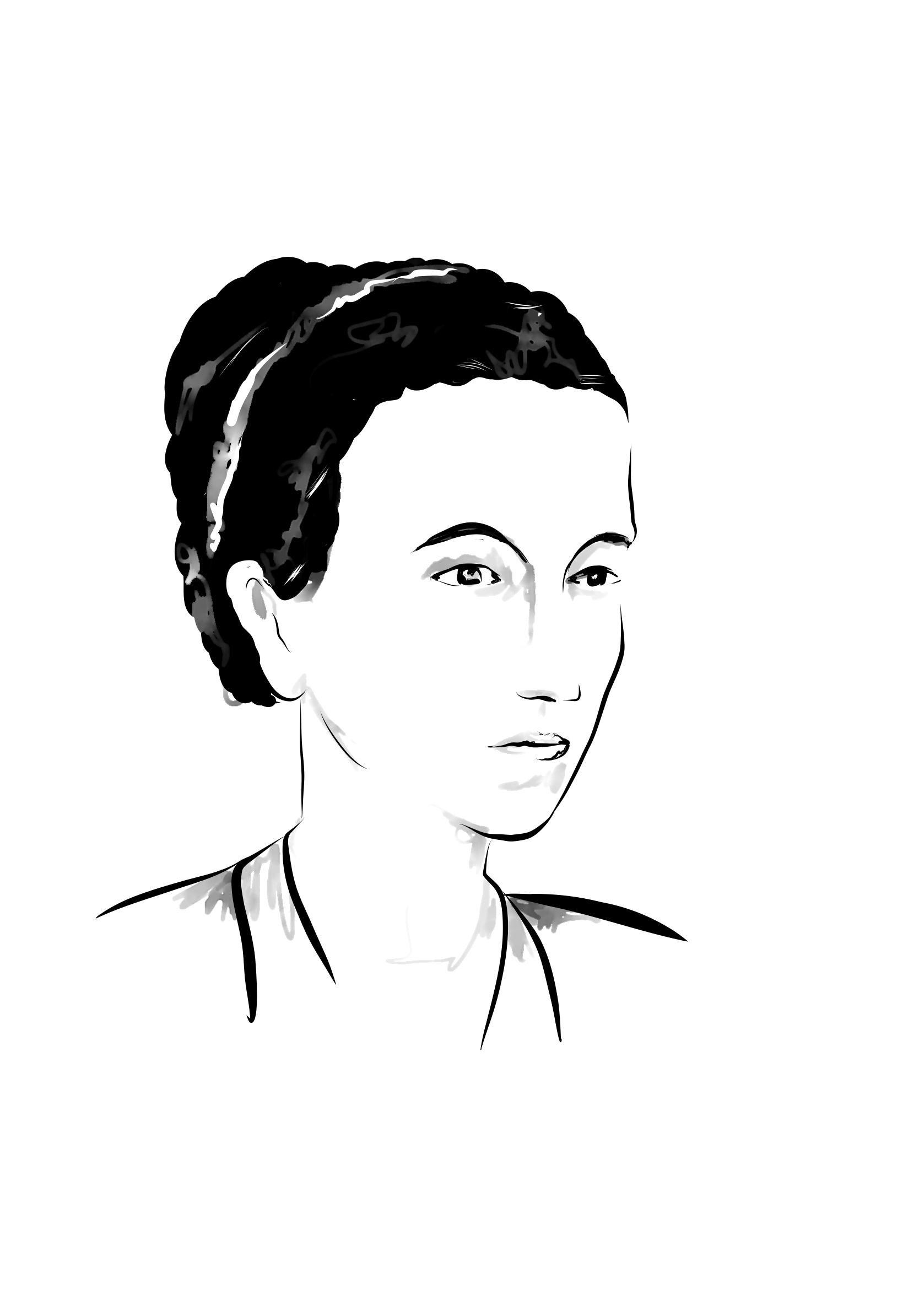
Vicenta Mogel
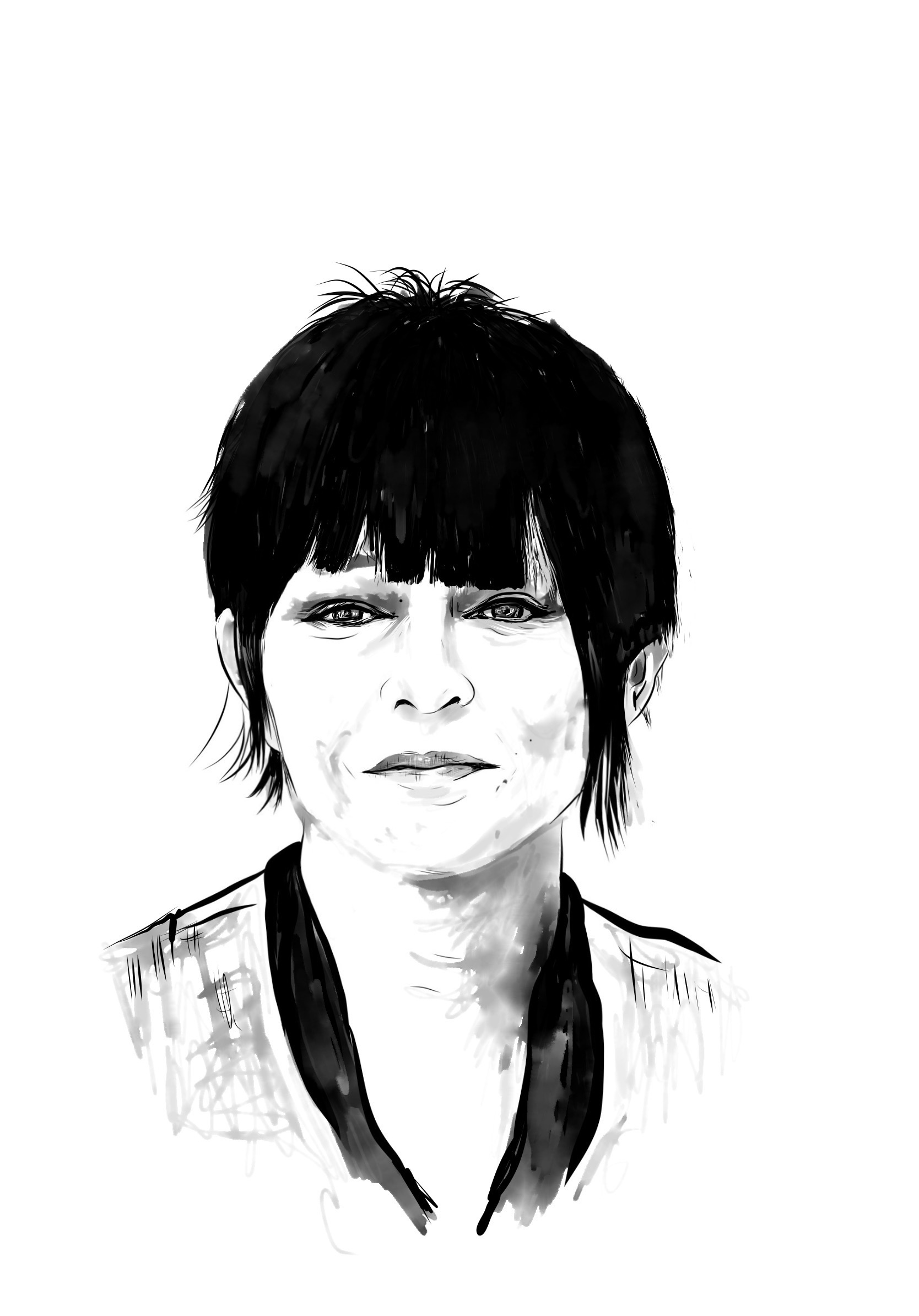
Maddalen Iriarte